# Dragon Squad
Pour plus de détails, voir Fiche technique et Distribution.
Dragon Squad (猛龙, Mang lung) est un film hongkongais réalisé par Daniel Lee, sorti en 2005.

## Synopsis
Un groupe de mercenaires venus des quatre coins du monde met sur pied l'évasion sanglante d'un dangereux criminel. Pourtant, et contrairement aux apparences, ce sauvetage n'en est pas un : il s'agit d'un enlèvement. Avec l'aide d'un vieux de la vieille, quelques jeunes flics surdoués vont alors tout tenter pour mettre fin aux agissements de la terrible escouade…quitte à bousculer quelque peu leur immobile hiérarchie.

## Fiche technique
- Titre : Dragon Squad
- Titre original : 猛龙 (Mang lung)
- Réalisation : Daniel Lee
- Scénario : Lau Ho-Leung et Daniel Lee
- Production : Catherine Hun, James Moy, Bey Logan, Mark Byers, Steven Seagal et Susanna Tsang
- Musique : Henry Lai
- Photographie : Tony Cheung
- Montage : Inconnu
- Décors : Horace Ma
- Costumes : William Fung et Chris Wong
- Pays d'origine : Hong Kong
- Format : Couleurs - 1,85:1 - Dolby Digital - 35 mm
- Genre : Action, aventure, policier, drame et thriller
- Durée : 111 minutes
- Date de sortie : 10 novembre 2005 (Hong Kong)

## Distribution
- Sammo Hung : Kong Long
- Michael Biehn : Petros Angelo
- Lawrence Chou : Andy Hui
- Vanness Wu : Vanness Chang
- Simon Yam : Hon Sun
- Shawn Yue : Lok
- Maggie Q : Song
- Gordon Liu : Ko
- Yuen Wah : le propriétaire
- Xia Yu : Cheung
- Sheng Yi Huang : Suet
- Li Bingbing : Ching
- Abraham Boyd : Dominic Davinci

## Autour du film
- Le tournage débuta le 15 mars 2005 à Hong Kong.
- Andy On, qui avait déjà joué dans Star Runner sous la direction de Daniel Lee, devait tenir ici l'un des rôles principaux. Des problèmes d'emploi du temps l'obligèrent à renoncer, mais fait quand même une petite apparition durant le film.